# Wolna (gmina)
Wolna – dawna gmina wiejska istniejąca w latach 1926–1939 w woj. nowogródzkim (obecnie na Białorusi). Siedzibą gminy była wieś Wolna (724 mieszk. w 1921 roku).
Gminę Wolna utworzono 22 stycznia 1926 w powiecie baranowickim w woj. nowogródzkim z obszaru zniesionych gmin Czernichowo i Połoneczka. Po wojnie obszar gminy Wolna wszedł w struktury administracyjne Związku Radzieckiego.
W skład gminy wchodziły z byłej gminy wiejskiej Czernichowo miejscowości: folwarki Augustowo, Bartniki, wieś Bartniki, folwarki Bereźnik, Bielne Ciszkowce, wsie Ciszkowce, Czernichowo, folwarki Czernichowo Dolne, Czernichowo Górne, Felisin, Gucin, Hołubowszczyzna, wieś Hołynka, folwark Jasień, wsie Jatwieź, Juszkiewicze, folwarki Kaluha, Kamilin, wsie Kłąpiki, Lichosielce, folwark Makasze, wsie Makasze, Nahorna, folwark Podlisiejki, wieś Podlisiejki, folwarki Rafalin, Rotkiewicze, wieś Rotkiewicze, folwark Sawicze, wieś Sawicze, folwark Stajki, wsie Stajki, Stajki-Niekrasze, Stajki-Zarowie, folwarki Uzmosze, Waldemarowo, Wolna, wieś Wolna, osada Wołkoput, wieś Zalesie i kolonja Zankiewicze, oraz z byłej gminy wiejskiej Połoneczka miejscowości: wsie Boracin, Chłupicze, folwark Dudzicze, osada Dudzicze, wieś Dudzicze, osada Gajewszczyzna, kolonja Hradowiszcze, osada Husaki, miasteczko Iszkołdź, wsie Iszkołdź, Jurewicze, zaścianek Juryzdyka, osiedle Leśniczówka, folwark Marysin, kolonja Niechnicze, folwark Niedźwiadka, wsie Niedźwiadka Mała i Niedźwiadka Wielka, folwark Połoneczka, miasteczko Połoneczka, wieś Rabkowicze, folwark Rososz, osada Rososz, wsie Rzepiszcze, Szczerbowicze, Szeremowicze, folwarki Ulanowszczyzna, Zadźwieja i wieś Zadźwieja.
Nie mylić z gminą Wołma.